# Aghadjari (gisement)
Aghajari est l'un des plus importants gisements de pétrole d'Iran. C'est l'un des cinq principaux gisements du pays, avec Marun, Ahvaz, Azadegan et Gatchsaran - tous situés dans le Khouzistan. Sa découverte remonte à 1937.
L'ASPO estime ses réserves ultimes (pétrole déjà extrait et extractible restant) à 14 milliards de barils. Un document publié par des membres de l'American Association of Petroleum Geologist place le chiffre à 17,4 milliards (plus 28 milliards de mètres cubes de gaz) tout en estimant que 86 % des réserves ont déjà été extraites (en 2015).
Pour revitaliser la production de ce gisement vieillissant, un projet de récupération assistée du pétrole a été lancé au début des années 2000 et mis en service en 2007 : il fonctionne par injection massive de gaz naturel provenant du gisement South Pars et a permis de relever la production du gisement à 300 000 barils/jours.